# Kävlingeån

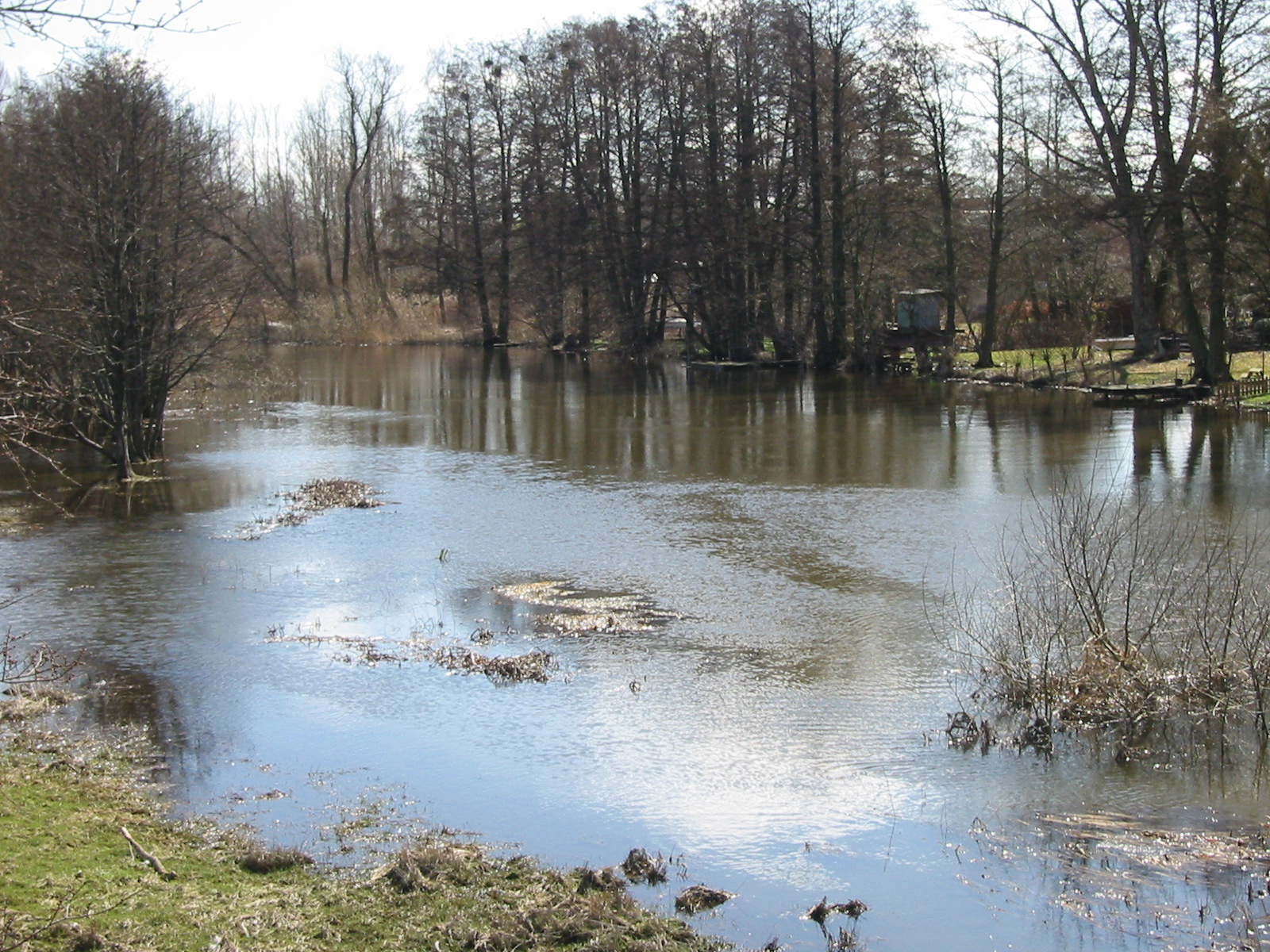
Kävlingeån bij Gårdstånga

Kävlingeån (ook wel bekend als Lödde å) is een rivier in het Zweedse landschap Skåne. De rivier begint in het meer Vombsjön en mondt bij Bjärred uit in de Sont. De rivier stroomt door een vlak landschap, is ongeveer 50 kilometer lang (met zijrivieren ongeveer 90 kilometer) en stroomt onder andere door de plaats Kävlinge. Het stroomgebied van de rivier heeft een oppervlakte van 550 km². De rivier stroomt door de gemeenten Sjöbo, Lund, Eslöv en Kävlinge.